# Wendy Nelson
Wendy Alison Nelson, née en 1954 à Dunedin, est une botaniste marine néo-zélandaise, spécialiste de l'étude des algues. Conservatrice au Musée national de Nouvelle-Zélande, elle s'intéresse à la biosystématique des algues et des macroalgues de Nouvelle-Zélande, dont elle a décrit de nombreuses espèces. Ses recherches étudient leur écologie et leur cycle de vie notamment face aux changements globaux. Ses travaux sont récompensés de nombreux prix. 

## Biographie
Wendy Nelson est née en 1954 à Dunedin,. Elle se décrit enfant comme obsédée par les bassins rocheux, fortement influencée par le livre The New Zealand Seashore de John Morton et Michael Miller et commençant la plongée avec tuba à l'âge de 12 ans,. Elle obtient un Bachelor of science à l'Université d'Auckland en 1975, complété par une spécialisation à l'Université Victoria de Wellington, avant de se rendre au Canada, pour faire son doctorat à l'Université de la Colombie-Britannique.
Elle rejoint l'Institut national néo-zélandais de recherche sur l'eau et l'atmosphère (en) (NIWA) en 2002 comme scientifique principale et responsable du programme en biologie marine ; elle est actuellement professeur de sciences biologiques à l'Université d'Auckland. 
Wendy Nelson est membre de l'Autorité de conservation de la Nouvelle-Zélande pendant onze ans, jusqu'en 2023,. Elle est pendant deux ans présidente de la Société internationale de phycologie.

## Travaux
Les recherches de Wendy Nelson portent sur les algues marines et l'écologie côtière.
Wendy Nelson commence à travailler au Musée national de Nouvelle-Zélande dans les années 1970 en étudiant les collections d'algues avec sa mentor, la botaniste et dessinatrice Nancy Adams. Elles publient ainsi en 1985 une liste d'algues marines des Îles des Trois Rois qui comprend des espèces endémiques dont certaines sont nouvelles pour la science. Lorsque Nancy Adams prend sa retraite en 1987, elle est nommée conservatrice de botanique.
De 1987 à 2002, elle poursuit ses travaux d'inventaire et de description de 8 000 nouveaux spécimens. Nelson est impliqué dans plusieurs projets cataloguant et décrivant les algues marines de toute la Nouvelle-Zélande. Elle est également impliquée dans un projet apportant de nouvelles connaissances sur l’acidification des océans, afin d’améliorer la protection et la gestion des écosystèmes côtiers de Nouvelle-Zélande. En 2019, elle est l'autrice principale d'un rapport du Ministère de la Conservation sur l'état de conservation des macro-algues de Nouvelle-Zélande, qui classe 609 des 938 espèces comme étant dépourvues de données et deux comme étant en danger critique d'extinction.  

En 2015, elle dirige le rapport de la Société royale de Nouvelle-Zélande sur les « Collections taxonomiques nationales de Nouvelle-Zélande »,.   

Espèces décrites par Wendy Nelson.
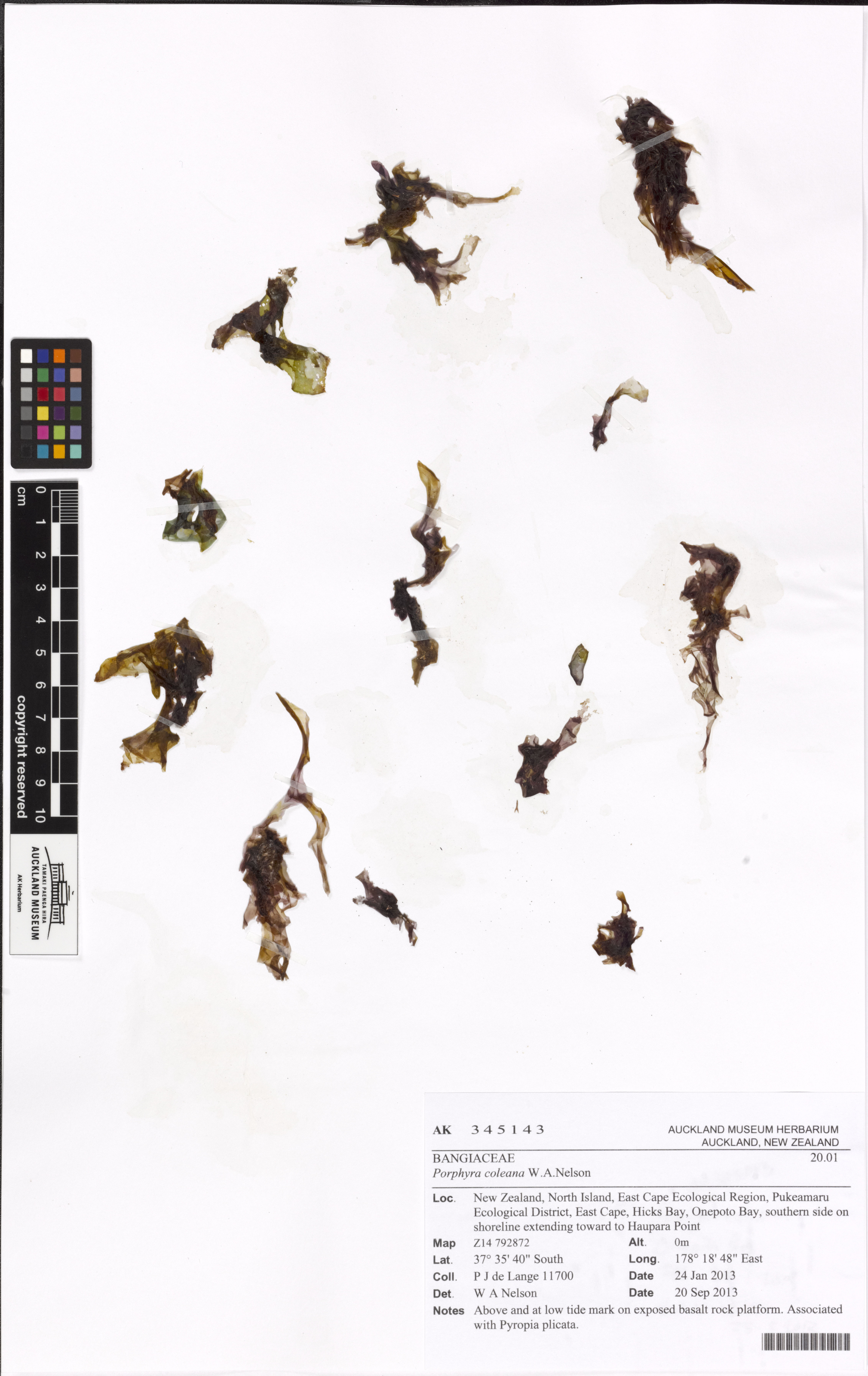
Clymene coleana.
Nesophila hoggardii, ici présenté par Nancy Adams.
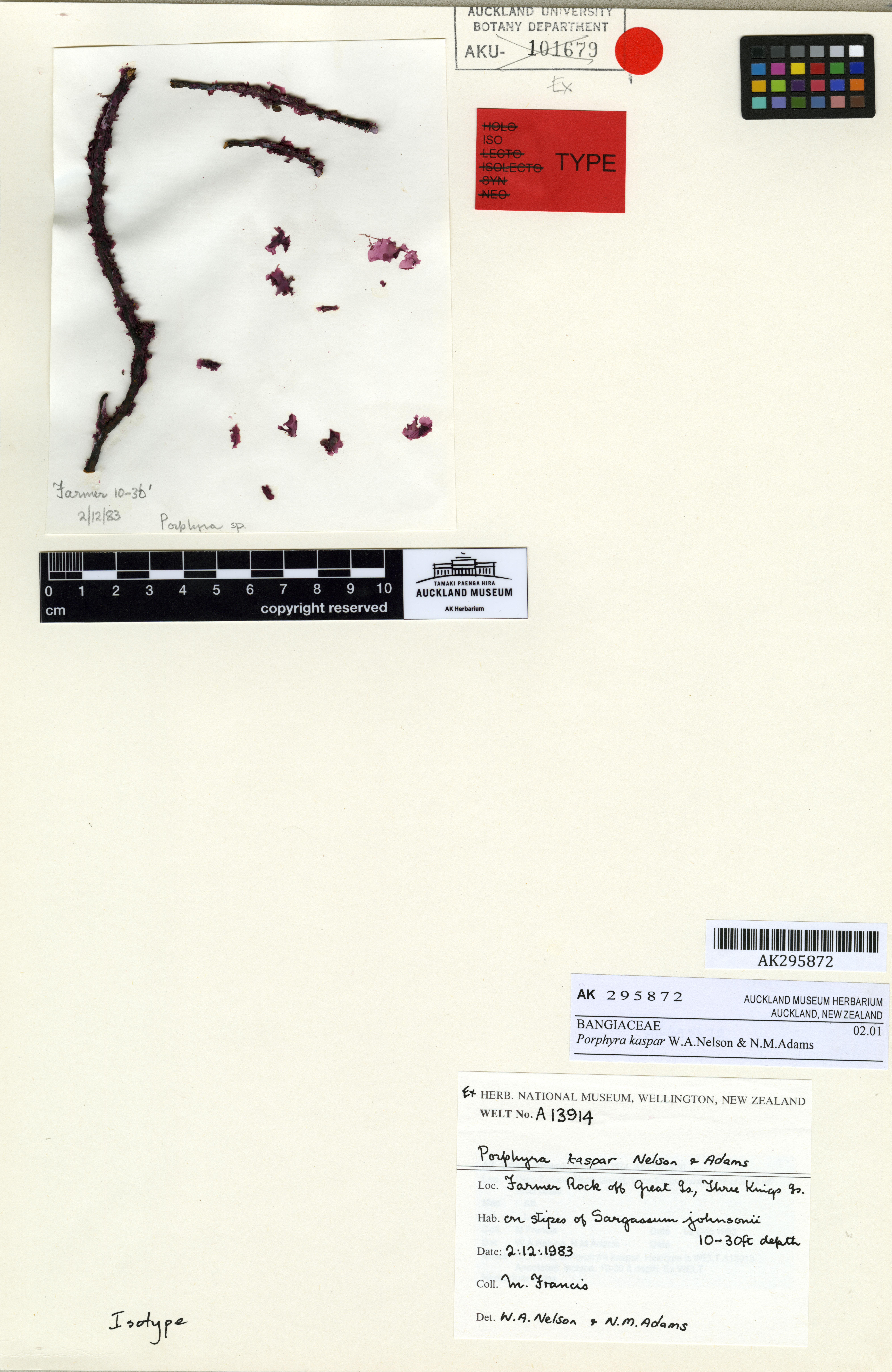
Chlidophyllon kaspar.

## Hommages et distinctions
En 1996, Wendy Nelson obtient le prix scientifique Zonta. Il comprend un « billet d'avion autour du monde » pour visiter des herbiers en Europe. 
Lors des honneurs de l'anniversaire de la reine en 2008 (en) en 2008, Wendy Nelson est nommée membre de l'Ordre du mérite de Nouvelle-Zélande, pour services rendus à l'environnement marin. 
En 2016, Wendy Nelson remporte la médaille Hutton (en) de la Société royale de Nouvelle-Zélande, médaille qui récompense les travaux de recherche exceptionnels néo-zélandais dans les sciences de la Terre, des plantes et des animaux. La Royal Society commente ce prix avec cette mention :« Elle a considérablement élargi les connaissances sur les algues de Nouvelle-Zélande et les relations évolutives entre les algues du monde entier. Elle a également fait campagne contre les algues nuisibles et a fait progresser la compréhension de l'importance écologique des algues coralliennes et de leur vulnérabilité au changement climatique. »,.
En 2017, Nelson est sélectionnée comme l'une des 150 femmes en 150 mots de la Société royale de Nouvelle-Zélande, célébrant les contributions des femmes à la connaissance en Nouvelle-Zélande.
En 2020, Nelson reçoit la médaille Nancy Burbidge de l'Australasian Systematic Botany Society (en), la plus haute distinction de cette société.

## Éponymie
Wendy Nelson a nommé et décrit 70 taxons. Deux d'entre eux ont été nommés en son honneur : 
- Skeletonella nelsoniae Millar et De Clerck, 2007[8] ;
- Wendya incisa D'Archino et Lin, 2016[20].

## Publications
Elle a publié plus de 185 publications dont : 

### Ouvrage et chapitre d'ouvrage
- W. A. Nelson, New Zealand seaweeds: an illustrated guide [« Les algues de Nouvelle-Zélande : un guide illustré »], Te Papa Press, 2020 (ISBN 978-0-9951136-0-2)
- (en) New Zealand inventory of biodiversity, Canterbury University Press, 2009, 616 p. (ISBN 978-1-877257-72-8, 978-1-877257-93-3 et 978-1-927145-05-0), « Phylum Rhodophyta: Red algae », p. 327–346

### Articles
- (en) Wendy A. Nelson, Jaret P. Bilewitch et Judy E. Sutherland, « Distribution of the genus Zonaria (Dictyotales: Phaeophyceae) in New Zealand, and description of Zonaria cryptica sp. nov from Stewart Island » [« Distribution du genre Zonaria (Dictyotales : Phaeophyceae) en Nouvelle-Zélande et description de Zonaria cryptica sp. nov de l'île Stewart »], New Zealand Journal of Botany, vol. 56, no 3,‎ 3 juillet 2018, p. 264–275 (ISSN 0028-825X et 1175-8643, DOI 10.1080/0028825X.2018.1478310, lire en ligne, consulté le 20 décembre 2024)
- (en) Wendy A. Nelson et Judy E. Sutherland, « Prasionema heeschiae sp. nov. (Prasiolales, Chlorophyta) from Campbell Island, New Zealand: first record of Prasionema in the southern hemisphere » [« Prasionema heeschiae sp. nov. (Prasiolales, Chlorophyta) de l'île Campbell, Nouvelle-Zélande : première mention de Prasionema dans l'hémisphère sud »], European Journal of Phycology, vol. 53, no 2,‎ 3 avril 2018, p. 198–207 (ISSN 0967-0262 et 1469-4433, DOI 10.1080/09670262.2018.1423577, lire en ligne, consulté le 20 décembre 2024)
- (en) Wendy A. Nelson et Judy E. Sutherland, « Predaea rosa sp. nov . (Nemastomatales, Rhodophyta): a cool-temperate species from southern New Zealand » [« Predaea rosa sp. nov. (Nemastomatales, Rhodophyta) : une espèce tempérée froide du sud de la Nouvelle-Zélande. »], Phycologia, vol. 56, no 2,‎ mars 2017, p. 167–175 (ISSN 0031-8884 et 2330-2968, DOI 10.2216/16-81.1, lire en ligne, consulté le 20 décembre 2024)
- (en) Wendy A. Nelson et Jennifer Dalen, « New Zealand Rhodymeniales: A New Name for Gloioderma saccatum (J. Agardh) Kylin » [« Rhodymeniales de Nouvelle-Zélande : un nouveau nom pour Gloioderma saccatum (J. Agardh) Kylin. »], Cryptogamie, Algologie, vol. 37, no 3,‎ août 2016, p. 171–178 (ISSN 0181-1568 et 1776-0984, DOI 10.7872/crya/v37.iss3.2016.171, lire en ligne, consulté le 20 décembre 2024)

### Rapport
- National Taxonomic Collections of New Zealand, « National Taxonomic Collections in New Zealand », Royal Society of New Zealand Report,‎ décembre 2015 (lire en ligne)